# Khủng hoảng một phần tư cuộc đời
Trong tâm lý học đại chúng, khủng hoảng một phần tư cuộc đời (quarter-life crisis hay còn gọi là khủng hoảng tuổi đôi mươi) là cuộc khủng hoảng "liên quan đến những mối lo về phương hướng và chất lượng sống" xảy ra phổ biến nhất trong khoảng độ tuổi từ hai mươi đến ba mươi(và cũng có thể bắt đầu hơn sớm từ lúc 18 tuổi). Nhà tâm lý học lâm sàng Alex Fowke định nghĩa, đó là ''một thời kỳ mà một người cảm thấy bất an, nghi ngờ và thất vọng xoay quanh sự nghiệp, các mối quan hệ và tình trạng tài chính".

## Các khía cạnh
Theo Merideth Goldstein của tờ The Boston Globe, cuộc khủng hoảng một phần tư cuộc đời xảy đến ở tuổi đôi mươi, khi con người thực sự bước chân vào "thế giới thực" (tức sau khi tốt nghiệp đại học và/hoặc sau khi rời khỏi gia đình). Nhà tâm lý học người Đức Erik H. Erikson đã đề xuất tám cuộc khủng hoảng mà con người phải đối mặt trong quá trình phát triển, trong đó có sự tồn tại của một cuộc khủng hoảng cuộc sống diễn ra ở độ tuổi này. Xung đột mà ông cho là gắn liền với giai đoạn đầu của trưởng thành là cuộc khủng hoảng giữa sự gần gũi thân mật với sự cô lập (Intimacy vs. Isolation). Theo Erikson sau khi đã xây dựng được một bản sắc cá nhân ở tuổi thiếu niên, những thanh niên trẻ tuổi bắt đầu hành trình tìm kiếm và hình thành những mối quan hệ mãnh liệt, thường là mối quan hệ lãng mạn (trong tình yêu) với người khác.
Các dấu hiệu chung của cuộc khủng hoảng một phần tư cuộc đời thường là cảm giác "lạc lõng, sợ hãi, cô đơn hay hoang mang" về những bước cần thực hiện cho giai đoạn đầu tuổi trưởng thành. Các nghiên cứu đã công bố cho thấy thất nghiệp và chọn lựa con đường sự nghiệp là nguyên nhân chính khiến các thanh niên trẻ tuổi phải trải qua căng thẳng hoặc lo lắng. Giai đoạn sớm của một người sống tự lập lần đầu và học cách đối mặt mà không cần sự giúp đỡ của bố mẹ thường sẽ gây ra những cảm xúc cô lập và cô đơn. Đánh giá lại các mối quan hệ cá nhân thân thiết cũng có thể là một yếu tố, với những người chịu phải họ cảm thấy đã trưởng thành nhanh hơn đối tác của họ hoặc cho rằng sẽ có những người khác phù hợp hơn.
Mới đây nhất, thế hệ Millennials (hay thế hệ Y - những người sinh ra trong giai đoạn từ đầu thập niên 1980 đến đầu thập niên 2000) đôi khi còn được gọi là Thế hệ Boomerang hoặc Thế hệ Peter Pan, bởi vì sự nhận thức của các thành viên đã chậm trễ về một số hình thái/nghi thức để bước qua tuổi trưởng thành, họ phải mất khoảng thời gian dài hơn so với các thế hệ trước. Chiều hướng này cũng có thể được giải thích một phần bởi những sự thay đổi các yếu tố xã hội bên ngoài chứ không phải là đặc tính nội tại của thế hệ (như, khoản nợ vay sinh viên thế hệ milennials ở Mỹ cao hơn các thế hệ trước, khiến những thanh niên này khó bắt kịp để thuận theo truyền thống về sự độc lập như hôn nhân, sở hữu nhà hoặc đầu tư).